# جون كاميرون
جون كاميرون (بالإنجليزية: John Cameron)‏ (1868 بغلاسكو في المملكة المتحدة - ) هو لاعب كرة قدم بريطاني (وحمل سابقاً جنسية المملكة المتحدة لبريطانيا العظمى وأيرلندا) في مركز الهجوم. لعب مع ستوك سيتي ونادي هيبرنيان وRenton F.C. ‏.

## وصلات خارجية
- جون كاميرون على موقع قاعدة بيانات كرة القدم.إي يو (الإنجليزية)
- جون كاميرون على موقع قاعدة بيانات كرة القدم.إي يو (الإنجليزية)